# Ingeniería estadística
La ingeniería estadística es una rama de la ingeniería que utiliza la estadística aplicada y que se apoya en el uso de herramientas computacionales para resolver problemas de la ingeniería, principalmente relacionados con el análisis de datos, la inferencia, la predicción y la toma de decisiones basada en evidencia en diversos procesos (tanto naturales como artificiales).

## Plan de estudios
El plan de estudios se basa principalmente en la estadística aplicada, en las ciencias de la computación y en las bases matemáticas que la sustentan, generalmente probabilidad, estadística, análisis numérico, álgebra lineal, cálculo infinitesimal y matemática discreta, además del uso de software científico y herramientas de análisis de datos, como los lenguajes de programación C, C++, Java, Python, R y Matlab.

## Universidades en Chile
En Chile, esta carrera se dicta en las siguientes universidades:
- Universidad del Bío-Bío.[1]
- Universidad de Concepción.[2]
- Universidad de Santiago de Chile.[3]
- Universidad Católica del Maule.[3]
- Pontificia Universidad Católica de Chile.[4]
- Universidad de Valparaíso.[5]
- Pontificia Universidad Católica de Valparaíso.[6]